# Governatorato di Aleppo
Il Governatorato di Aleppo  (in arabo محافظة حلب‎?, Muḥāfaẓa Ḥalab) è uno dei quattordici governatorati della Siria. Il governatorato di Aleppo è il più popololato della Siria, con una popolazione di oltre 5.976.866 (censimento del 2023), quasi il 23% della popolazione totale della Siria. Il governatorato è il quinto con una superficie di 18.482 km²; il capoluogo è la città di Aleppo. Altra città importante è Jarabulus.

## Geografia fisica
La provincia è situata nella parte settentrionale del paese al confine con la Turchia ( confine di 221 km lungo il lato nord) ed in particolare con le provincie turche di Kilis, Gaziantep, Şanlıurfa; ad Ovest confina con il Governatorato di Idlib; dal lato sud con il Governatorato di Hama e dal fiume Eufrate che, in parte, lo divide dal Governatorato di al-Raqqa ad est.

## Geografia antropica
Il Governatorato è diviso in dodici distretti (Mintaqa), a loro volta suddivisi in 46 sottodistretti (Nāḥiyas), 32 città, 1430 villaggi e 1.424 aziende agricole.

### Distretti
- città di Aleppo
- distretto di 'Ayn al-'Arab
- distretto di A'zaz
- distretto di Afrin
- distretto di al-Bab
- distretto di al-Safira
- distretto di Atarib
- distretto di Dayr-Hafir
- distretto di Jabal Sam'an (parte nord e sud)
- distretto di Jarabulus
- distretto di Manbij